# Egységes kommunikáció
Egységes kommunikáció, angolul Unified Communications. 
Egy informatikában használt gyűjtő kifejezés, ami a modern vállalati vagy intézményi környezetben használt telekommunikációs eszközöket foglalja magába. Nem egy konkrét termék, de termékek gyűjtő neve, melyek ezen szolgáltatásokat megvalósítják.
Ilyen technológiák például a VoIP, azonnali üzenetküldés, e-mail, hangüzenet, fax, web konferencia, analóg vagy digitális telefonszolgáltatás. A különböző gyártók által kínált egységes kommunikációs megoldások lényege, hogy ezen telekommunikációs technológiákat összekapcsolják, így hatékonyabbá téve a kapcsolattartást és ezáltal az üzleti folyamatokat, valamint csökkentsék a költségeket. A költség csökkentés alapvető elemei a reagálási idő és az adott helyzetben optimális csatorna kiválasztása.

## Telekommunikációs technológiák
Az intézményen vagy vállalaton belül használt szolgáltatások alapvetően két részre bonthatóak:

### 1. Valós idejű kommunikációs eszközök
Idegen kifejezéssel [szinkron] kommunikáció, mely azt jelenti, hogy az információ csere valós időben, élőben történik. Ez a fajta kommunikáció igényli a felhasználók egyidejű közreműködését.
- Ezen technológiák közé sorolhatók:
  - VoIP:  Voice Over IP, „Hang az IP hálózaton keresztül”.
  - Analóg vagy digitális telefon.
  - Azonnali üzenetküldés.
  - Videó/audió konferenciák.

### 2. Nem valós idejű kommunikációs eszközök
Idegen kifejezéssel [aszinkron] kommunikáció, mely azt jelenti, hogy az információ csere nem valós időben történik.
A résztvevőknek nem kell egy időben jelen lenni.
- Ezen technológiák közé sorolhatók:
  - E-mail
  - Fax
  - Hangüzenet
  - SMS

Ezen technológiákat, összefoglaló néven, egységes üzenetkezelésnek (unified messaging) is szokták hívni.
Ezen kívül fontos eleme a jelenlét-érzékelés és ez által a résztvevők közötti állapotinformációk megosztása. Ennek előnye, hogy a résztvevők mielőtt kapcsolatba lépnének a partnerrel, tájékozódjanak annak elérhetőségéről és a legoptimálisabb csatornán keresztül érjék el, költség és hatékonyság szempontjából.

## Gyártók és termékek
A megoldási lehetőségek alapvetően két részre bonthatók. Léteznek telekommunikációs gyártók, akik főként hardver oldalról, míg más szoftver gyártók inkább szoftver oldalról közelítik meg a megvalósítást.
- Hardver oldali megközelítés:
  - Cisco Unified Communications
  - Avaya
  - Siemens
  - Nortel
- Szoftver gyártók:
  - Microsoft Unified Communications
  - IBM